# Naturseptime
Die Naturseptime steht in der Harmonik für das Frequenzverhältnis 7:4 entsprechend 968,8 Cent. Sie ist das  Intervall zwischen dem 4. und dem 7. Ton der Naturtonreihe. Die musikalische Bedeutung und Verwendbarkeit dieses Intervalls beschränkt sich im Wesentlichen auf
- bestimmte Blasinstrumente, z. B. das Naturhorn
- Orgelregister
- Jazz-Gesang
- Musik, die ausdrücklich reine Stimmungen mit zusätzlicher Naturseptime benutzt, zum Beispiel das „well tuned piano“ von Lamonte Young
- Blues, vor allem in der Zeit der ersten Hälfte des 20. Jahrhunderts

Außerhalb des musikalischen Kontexts wird die Naturseptime als schwach konsonant empfunden.
Im Zusammenklang mit rein intonierten Intervallen, die sich als Kombination einfacher Vielfache von 2, 3 und 5 ergeben, würden Naturseptimen innerhalb von Stücken, die man grob der europäischen Kunstmusik zuordnen kann, nach der Meinung mancher fehlintoniert wirken (siehe Hörbeispiel). Andere, unter ihnen der Musiktheoretiker Martin Vogel, meinen, auch die Naturseptime habe in der europäischen Kunstmusik ihren Platz und ihre richtige Verwendung würde Intonationsprobleme vermeiden helfen, die sonst unlösbar wären.
Die Naturseptime weicht von der diatonischen kleinen Septime (Kombination zweier reiner Quarten, Schwingungsverhältnis 16:9) um 27,3 Cent nach unten ab. Diese Abweichung wird mitunter als Leipziger Komma bezeichnet. Gegenüber der musikalisch stark verbreiteten gleichschwebenden Stimmung ist die Abweichung 31,2 Cent.
Paul Hindemith verwendet folgende Obertonreihe als Beispiel, um die Naturseptime zu erklären: Er beginnt mit C (64 Schwingungen), dann folgen das c (128 Schwingungen, eine Oktave höher), das g (192 Schwingungen, eine Quint höher), das c‘ (256 Schwingungen, eine Quart höher), das e‘ (320 Schwingungen, eine große Terz höher), das g‘ (384 Schwingungen, eine kleine Terz höher) und schließlich das b‘ (448 Schwingungen, eine noch kleinere Terz höher). Das erste Intervall hat demzufolge einen Saitenlängenverhältnis von 1:2 (Oktave), das zweite ein Verhältnis von 2:3 (Quinte), das dritte 3:4 (Quarte), das vierte 4:5 (große Terz), das fünfte 5:6 (kleine Terz) und das letzte Intervall ein Saitenlängenverhältnis von 6:7 („kleine Terz“). Multipliziert man alle Verhältnisse, so hat man folgendes Ergebnis: (2:1)*(3:2)*(4:3)*(5:4)*(6:5)*(7:6)=(7:1). Um dann die 4 im Nenner zu erhalten, werden davon zwei Oktaven abgezogen: (7:1) : [(2:1)*(2:1)]= (7:1)*[(1:2)*(1:2)] = (7:1)*(1:4)= (7:4).

## Hörbeispiele
- Naturseptime 440 Hz zu 770 Hzⓘ/?
- Naturseptime „im Einsatz“ⓘ/?